# 8774 Viridis
8774 Viridis è un asteroide della fascia principale. Scoperto nel 1973, presenta un'orbita caratterizzata da un semiasse maggiore pari a 3,0664056 UA e da un'eccentricità di 0,0781174, inclinata di 8,72011° rispetto all'eclittica.